# 48451 Pichincha
48451 Pichincha este o planetă minoră (asteroid), cu un diametru de 6,293 km, din centura de asteroizi. A fost descoperită pe 2 august 1991 la Observatorul La Silla de Eric Walter Elst și a fost numită după Volcán Pichincha⁠(d). 
Obiectul prezintă o orbită caracterizată de o semiaxă mare de 3,0814782848683 UAi, o excentricitate de 0,09, o înclinație de 13,2 ° în raport cu ecliptica.